# Thomisus hunanensis
Thomisus hunanensis is een spinnensoort in de taxonomische indeling van de krabspinnen (Thomisidae).
Het dier behoort tot het geslacht Thomisus. De wetenschappelijke naam van de soort werd voor het eerst geldig gepubliceerd in 2000 door Peng, Chang-Min Yin & Joo-Pil Kim.